# Vrigstads distrikt
Vrigstads distrikt är ett distrikt i Sävsjö kommun och Jönköpings län. 
Distriktet ligger i nordvästra delen av kommunen.

## Tidigare administrativ tillhörighet
Distriktet inrättades 2016 och utgörs av socknen Vrigstad i Sävsjö kommun.
Området motsvarar den omfattning Vrigstads församling hade vid årsskiftet 1999/2000.